# Ioann Konstantinovitch de Russie
Ioann Constantinovitch de Russie (en russe : Иоанн Константиович), né le 5 juillet 1886 à Pavlovsk, mort assassiné le 17 juillet 1918 à Alapaïevsk (Oural) est un prince de Russie.
Il était surnommé par ses proches Ioanntchik.

## Famille
Arrière-petit-fils du tsar Nicolas Ier de Russie, Ioann Constantinovitch est le fils du grand-duc de Russie Constantin Constantinovitch et de la princesse Élisabeth de Saxe-Altenbourg.

### Mariage et descendance
Le 2 septembre 1911, Ioann Constantinovitche épousa à Saint-Pétersbourg, la princesse Hélène de Serbie (Elena Petrovna), (1884-1962), (fille de Pierre Ier de Serbie et de Zorka de Monténégro).
De cette union naîtront :
- Vsevolod Ivanovitch de Russie (1914-1973), en 1939, il épousa Lady Mary Lygon (1910-1962), fille de William Lygon, comte de Beauchamp, dont il divorça en 1956. En 1956, il épousa Émilie de Gosztony (1914-1993) dont il divorça en 1961. En 1961, il épousa Vally Knust (1930-2012), fille de Cyril Knust. Sans postérité[2].

- Catherine Ivanovna de Russie (1915-2007), en 1937, elle épousa le marquis Ruggero Farace di Villaforesta (1909-1970) avec qui elle a trois enfants : Nicoletta, Fiammetta et Giovanni.

## Biographie
Le prince Ioann est le fils aîné et également le premier-né des enfants du grand-duc Constantin et de son épouse, née princesse de Saxe-Altenbourg.

### Jeunesse

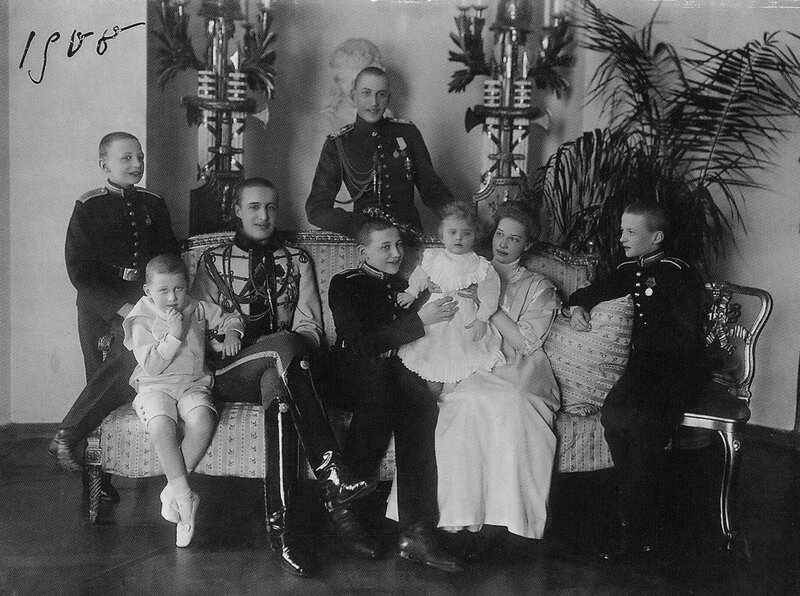
Le prince Ioann se tenant debout derrière ses frères et sœurs.

Le prince Ioann fut élevé avec ses frères et sœurs dans le palais de Marbre, résidence de la famille. Il reçut une éducation très stricte et dans un esprit religieux. Les enfants apprirent à parler un russe pur, sans ajout de mots étrangers. En 1907, le prince Ioann sortit diplômé de l'École de cavalerie Nicolas, puis il servit au grade de lieutenant-capitaine dans une compagnie d'un régiment de la Garde de Sa Majesté. En 1908, il fut nommé aide de camp de sa Majesté impériale. Le jour de ses vingt ans, son père le décrivait comme pieux, aimant, gentil, modeste, ne possédant pas le don de la parole, lent d'esprit, mais nullement stupide et infiniment bon.
Ioann Constantinovitch naquit grand-duc de Russie et Altesse impériale de Russie, mais la loi du 17 juillet 1886 décrétée par Alexandre III le dépouilla de ses titres anciens, pour lui donner celui de prince de Russie et le prédicat d'Altesse.

### Personnalité
Le prince Ioann était décrit comme un être sensible, simple et pieux, ressentant de la commisération pour les déshérités. Dans un premier temps, il songea à la vie monastique. Il était très proche de la grande-duchesse Élisabeth de Russie. En s'éprenant de la princesse Hélène de Serbie, il renonça au sacerdoce. À maintes reprises, il se rendit au monastère d'Optina. Il composa aussi, à l'occasion de la consécration de la cathédrale de la Transfiguration du Sauveur (6 juillet 1914), construite pour célébrer le tricentenaire du règne des Romanov, un morceau de musique religieuse

### Mariage

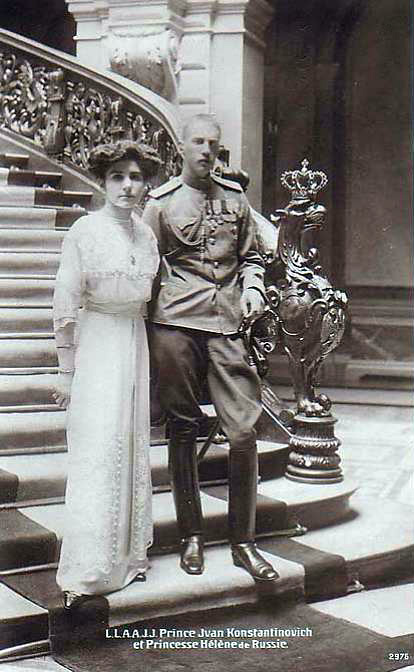
Ioann avec Hélène de Serbie.

Le prince Ioann épousa, le 2 septembre 1911, Hélène de Serbie qui prit le nom de princesse Elena Pavlovna de Russie. Ce fut une union heureuse.

### Première Guerre mondiale
Comme ses trois frères, le prince Ioann participa aux combats de la Première Guerre mondiale. Pour son héroïsme, le 13 août 1914, il fut décoré de l'Ordre de Saint-Georges. Il rendait les honneurs pour chacun des soldats morts sur le champ de bataille, un ami ou un simple soldat, ce qui lui valut de la part des soldats, le sobriquet de commandant Panikhidny Ioann (c'est-à-dire Ioann des services funèbres) le 12 août 1914, son jeune frère, le prince Oleg fut tué au combat près de Wilna, mais pour la famille du prince le pire était à venir.

### Révolution russe
Dès le début de la Révolution russe (1917), Ioann Constantinovitch se montra très actif et combattit à l'avant-garde. Lorsque les Bolcheviks prirent le pouvoir, le prince et sa famille furent assignés à résidence. Le chef de la Tcheka, Moiseï Solomonovitch Ouritsky fit publier le 16 mars 1917 un décret ordonnant à chaque membre de la famille impériale de se présenter au bureau de la police secrète pour leur enregistrement. Au début, le prince Ioann fut astreint à ne pas quitter la ville de Petrograd. En mars 1918, les membres de la famille Romanov furent de nouveau convoqués dans les bureaux de la Tchéka. Le 4 avril 1917, à 19 heures, le train quitta Petrograd et prit la direction de Viatka, petite ville située sur les bords de la rivière portant le même nom. Le prince était accompagné de ses deux frères cadets, les princes Constantin, et Igor, du jeune poète, le prince Paley et du grand-duc Serge Mikhaïlovitch de Russie accompagné de son secrétaire personnel Fiodor Semionovitch Remez.

### Exil à Viatka
À leur arrivée à Viatka, le prince Ioann et ses compagnons furent installés dans une petite maison réquisitionnée par les révolutionnaires. Ils bénéficiaient d'une certaine liberté, car ils étaient libres de sortir et d'adresser des lettres à leurs proches. La population leur témoignait une certaine sympathie. Les Bolcheviks préoccupés par cet accueil bienveillant prirent la décision de déplacer le prince Ioann et ses compagnons d'exil à Ekaterinbourg, petite ville de l'Oural.

### Exil à Ekaterinbourg

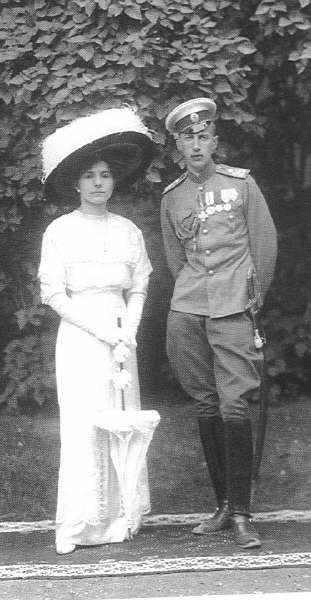
Le prince Ioann Constantinovitch de Russie et son épouse la princesse Hélène.

Le prince Ioann et ses compagnons d'exil arrivèrent à Ekaterinbourg le 3 mai 1918. L'hôtel Atamanovka où ils furent détenus était situé à quelques mètres de la maison Ipatiev où Nicolas II et sa famille étaient retenus prisonniers. L'immeuble était sale, et les prisonniers occupaient une chambre unique. En mai 1918, la grande-duchesse Élisabeth de Russie et son amie sœur Varvara Yakovleva les rejoignirent.

### Exil à Alapaïevsk
Le prince Ioann arriva à la gare d'Alapaïevsk le 20 mai 1918. Cette petite ville de l'Oural aux rues non pavées était située au confluent des rivières Neïva et Alalpaïkha, à quelques verstes d'Ekaterinbourg. Des paysans les attendaient à la gare, assis dans leurs télègues (en langue russe : телеге) pour les conduire dans leur nouvelle prison. L'école Napolnaïa, petite bâtisse en brique, était située aux limites de la petite bourgade d'Alapaïevsk. (De nos jours cette petite maison existe encore).
Le régime de détention des exilés se durcit, les Bolcheviks se saisirent de presque tous les objets personnels des détenus : Vêtements, literie, chaussures, objets de valeur, argent, ne leur laissant que le strict nécessaire. Apparemment, il leur fut également interdit d'écrire des lettres et même de recevoir de la correspondance. Le prince et ses frères, qui avaient été informés de la maladie grave de leur mère, en furent particulièrement affligés. Dans les rares lettres adressées à sa mère, le prince Paley décrivait leurs conditions d'incarcération: ils dormaient sur le plancher, mais pouvaient se déplacer à leur guise. La nourriture manquait, et les exilés cultivaient donc un jardinet pour récolter des légumes, afin de subvenir à leurs besoins.

### Assassinat du prince Ioann Constantinovitch

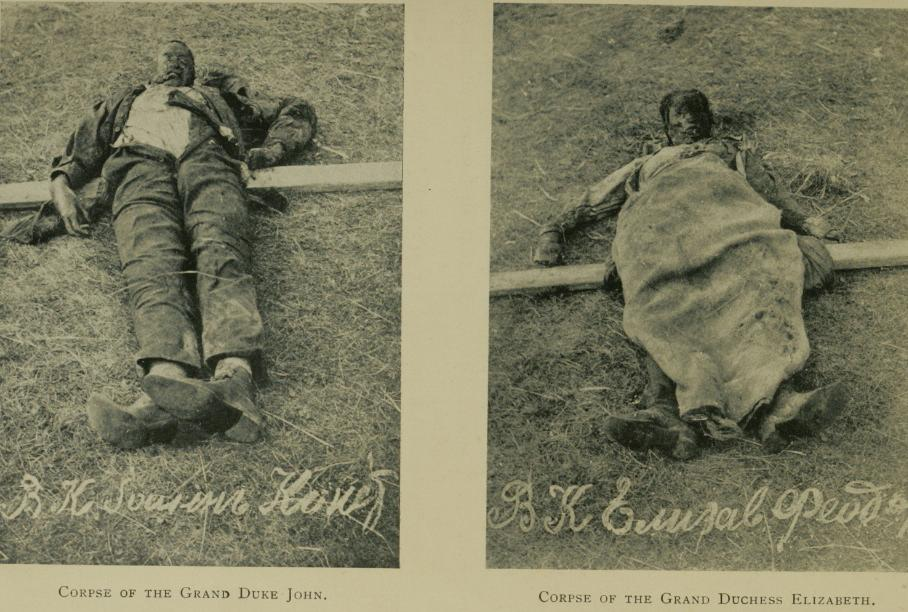
Les dépouilles de la grande-duchesse Élisabeth (à droite), du prince Ioann Constantinovitch de Russie (à gauche).

Après deux mois de captivité dans les bâtiments de l'école, le prince Ioann et ses compagnons furent emmenés, le 18 juillet 1918, dans deux charrettes en direction d'une clairière. Aucun d'entre eux ne manifesta de résistance. Arrivés à proximité du puits de mine de Selimskaïa, les charrettes s'immobilisèrent, et les Gardes rouges firent descendre les suppliciés et les conduisirent vers le lieu de leur supplice. Les yeux bandés, ils furent amenés sur une planche disposée au-dessus du puits de mine d'une profondeur de quinze mètres et les uns après les autres furent jetés vivants dans les profondeurs du puits, à l'exception du grand-duc Serge Mikhaïlovitch qui après s'être débattu fut tué d'une balle dans la tête avant d'être, à son tour, jeté dans le puits de mine. Cependant les malheureuses victimes survécurent à la chute. Les Bolcheviks lancèrent alors de gros madriers de bois et des grenades afin de les tuer. Malgré cette tentative, le prince Ioann, ses frères, la grande-duchesse et le prince Paley ont survécu à cet acharnement meurtrier. Certains moururent des suites de leurs blessures après une longue et douloureuse agonie.

### Remontée des corps des suppliciés d'Alapaïevsk
Le 27 septembre 1918, l'armée de l'amiral Koltchak, commandant l'Armée blanche prit la ville d'Alapaïevsk. Le 6 octobre 1918, le policier T. Malchikov donna l'ordre de rechercher les cadavres. Des investigations suivant les témoignages des habitants d'Alapaïevk furent menées pour retrouver les corps autour des puits de mine. Le 19 octobre 1918, ils retrouvèrent une casquette ayant appartenu à l'un des princes, puis le lendemain, ils retrouvèrent le lieu du supplice. Pendant quatre jours, ils remontèrent un à un les corps des malheureuses victimes.
- Le 21 octobre 1918 : la dépouille du secrétaire du grand-duc;
- Le 22 octobre 1918 : les dépouilles de sœur Varvara et du prince Paley;
- Le 23 octobre 1918 : Les dépouilles des princes Constantin et Igor et du grand-duc Serge;
- Le 24 octobre 1918 : Les dépouilles de la grande-duchesse Élisabeth de Russie et du prince Ioann de Russie.

Le pouce, l'index et le majeur de la main du prince Ioann, de la grande-duchesse et de son amie étaient joints pour le signe de croix (Dans la religion orthodoxe on se signe avec le pouce, l'index et le majeur, ils représentent la Sainte Trinité). Dans une des poches du prince, on retrouva une icône dont l'image était presque effacée, avec au verso cette inscription : « cette icône sainte est consacrée »
Après avoir retiré les corps des suppliciés de la mine, ils furent soumis à un examen médical et à une minutieuse autopsie.
« Sur les personnes remontées de la mine, on découvrit à l'arrière de la tête du grand-duc Serge, une blessure par balle au bas de la nuque. Les autres victimes furent jetées vivantes dans la mine et décédèrent de faim ou des suites de leurs blessures dues à leur chute sur les parties saillantes des arbres utilisés comme étais du puits de mine. En dépit de son long séjour au fond du puits inondé, le corps de la grande-duchesse a été retrouvé intact. Le visage de la grande-duchesse avait conservé l'expression d'un sourire, sa main droite avait conservé le geste d'une bénédiction. Le corps du prince Ioann avait, quant à lui, été soumis à un degré plus ou moins grand de décomposition ».
Lors de la remontée des corps, il fut constaté que certaines  victimes décédèrent presque immédiatement, tandis que d'autres décédèrent de faim ou des suites de leurs blessures. Ainsi le prince Ioann était tombé près de la grande-duchesse Elisabeth et s'était blessé au cou. Celle-ci avait pansé sa blessure avec son voile de religieuse. Le prince Vladimir Paley fut retrouvé dans une position assise. Des paysans des environs qui s'étaient approchés du puits de mine entendirent un chant religieux s'élever des profondeurs.
Après avoir lavé et enveloppés les corps de linceuls blancs, ils furent placés dans des cercueils dont l'intérieur était recouvert de tôle ondulée. Après un office religieux, les dépouilles des victimes furent transportés dans la crypte de la cathédrale de la Sainte-Trinité.

### Le long voyage des dépouilles des suppliciés d'Alapaïevsk
Huit mois plus tard, l'Armée blanche battit en retraite et ses soldats transportèrent les cercueils à travers toute la Sibérie. Après un long et périlleux voyage, les soldats blancs arrivèrent en Chine à la frontière sino-Russe. De Pékin, ils adressèrent un message à la marquise de Milford-Haven, sœur de la grande duchesse Elisabeth et de la tsarine ; il y était indiqué le lieu où les cercueils avaient été déposés. La marquise fit le voyage et put reconnaître les corps des victimes d'Alapaïevsk ; parmi eux se trouvait le corps du prince Ioann Constantinovitch de Russie.
Le prince Ioann fut inhumé avec les autres suppliciés en l'église orthodoxe de Pékin. Par la suite, l'église fut démolie. Les cercueils seraient donc toujours en place, enfouis sous un terrain de golf, ou un parking. Seules la grande-duchesse Elisabeth et sœur Varvara Yavovleva furent inhumées dans l'église Sainte Marie-Madeleine à Gethsémani. (30 janvier 1920).
La princesse Hélène de Russie, veuve du prince Ioann, trouva refuge en Suède en 1919, puis s'installa en France. Elle décéda à Nice en 1962.

## La liste des victimes d'Alapaïevsk
En plus du prince Ioann Constantinovitch, les victimes d'Alapaïevsk sont les suivantes :
- La grande-duchesse Élisabeth (1864-1918), fondatrice et religieuse au couvent des Saintes-Marthe-et-Marie (Moscou)
- Le grand-duc Serge Mikhaïlovitch de Russie (1869-1918);
- Le prince Constantin Constantinovitch de Russie (1891-1918) frère du précédent;
- Le prince Igor Constantinovitch de Russie (1894-1918), frère des précédents;
- Fiodor Semionovitch Remez, secrétaire du grand-duc Serge Mikhaïlovitch de Russie;
- Le prince Vladimir Pavlovitch Paley (1897-1918);
- Sœur Varvara Yakovleva de la congrégation des religieuses de Marthe et de Marie

## Canonisation
En 1981, le prince Ioann fut canonisé comme nouveau martyr par l'Église orthodoxe russe à l'étranger. En 2000, après bien des débats, l'Église orthodoxe de Russie le déclara martyr de l'oppression de l'Union soviétique.

## Réhabilitation des huit victimes d'Alapaïevsk
Le 8 juin 2009, le procureur général de Russie réhabilita le prince Ioann Constantinovitch de Russie à titre posthume. « Toutes ces personnes ont été victimes de la répression sous la forme d'arrestation, de déportation et furent soumises à une surveillance des organes du KGB sans raisons », - a déclaré le représentant de la Justice de la fédération de Russie

## Distinction
- 13 août 1914 : Ordre de Saint-Georges

## Recherche des dépouilles des suppliciés d'Alapaïevsk
Le 23 juin 2009, le représentant de la famille Romanov en Russie envisage le retour des dépouilles des suppliciés d'Alapaïevsk en Russie. Des historiens chinois et russes travaillent conjointement pour situer l'emplacement exact de l'église où furent inhumés en 1957 les restes des victimes.

## Généalogie
Le prince Ioann Constantinovitch de Russie appartient à la seconde branche issue de la première branche de la Maison d'Oldenbourg-Russie (Holstein-Gottorp-Romanov), elle-même issue de la première branche de la Maison d'Holstein-Gottorp. Ces trois branches sont issues de la première branche de la Maison d'Oldenbourg. Le prince Ioann Constantinovitch de Russie appartenait à la branche dite des Constantinovitch.

## Les sept suppliciés d'Alapaïevsk

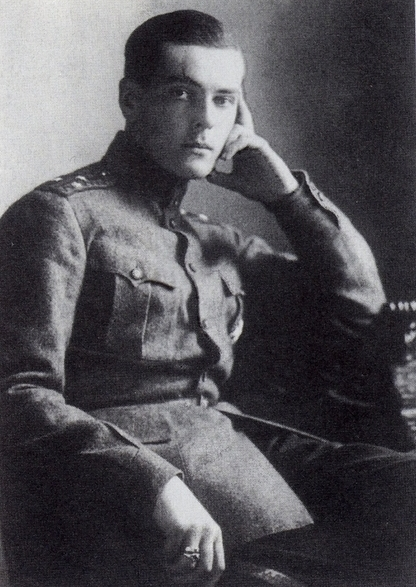
Vladimir Pavlovitch Paley (21 ans).
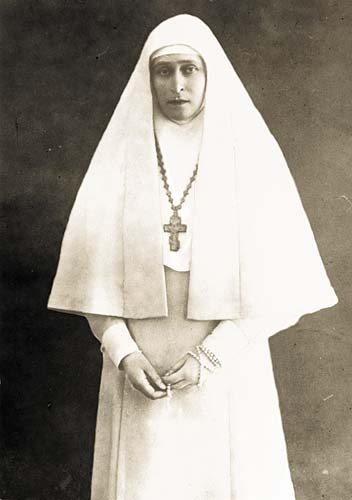
La grande-duchesse Élisabeth de Russie (53 ans).
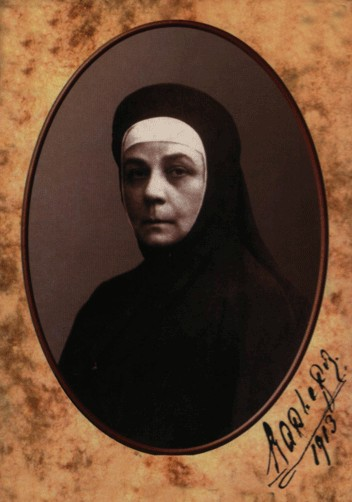
Sœur Varvara Yakovleva (35 ans).
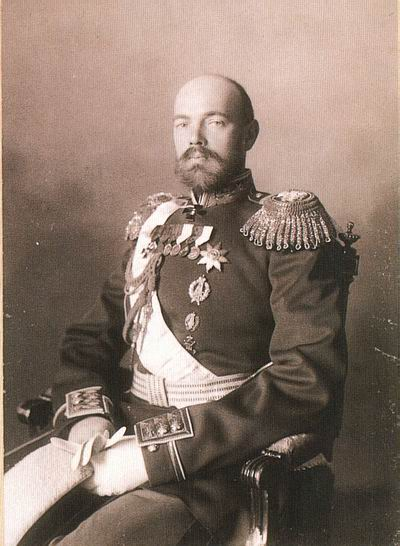
Le grand-duc Serge Mikhaïlovitch de Russie (48 ans).
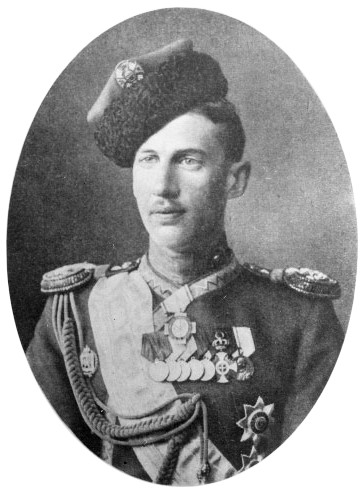
Le prince Ioann Constantinovitch de Russie (32 ans).
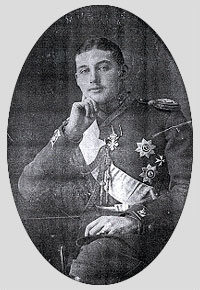
Le prince Constantin Constantinovitch de Russie (27 ans).
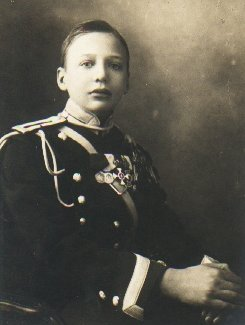
Le prince Igor Constantinovitch de Russie (24 ans).